# Gary Mihaileanu
Pour les articles homonymes, voir Mihaileanu.
Gary Mihaileanu, né le 23 juin 1991 à Paris, est un acteur français.
Il est le fils du réalisateur Radu Mihaileanu qui lui donne un rôle dans la comédie dramatique La Source des femmes en 2011.
De 2016 à 2020, il incarne le lieutenant Djibril Kadiri dans la série Alice Nevers aux côtés de Marine Delterme sur TF1.

## Biographie
Fils du réalisateur français d'origine roumaine Radu Mihaileanu, il suit des études de cinéma aux cours Florent, au conservatoire du 9e arrondissement de Paris, puis au Laboratoire de l'acteur-Hélène Zidi. En 2009, il est l'un des directeurs de production du film Le Concert réalisé par son père. Celui-ci lui offre un petit rôle dans son film La Source des femmes sorti en 2011.
En 2012, il apparaît dans un épisode de l'émission de réalité scénarisée Le Jour où tout a basculé à l'audience sur France 2 et participe, la même année au doublage du film d'animation Kirikou et les Hommes et les Femmes.
De 2016 à 2020, il incarne le lieutenant Djibril Kadiri dans la série policière de TF1 Alice Nevers avec Marine Delterme et Jean-Michel Tinivelli et celui d'un capitaine de police dans un téléfilm de la collection Meurtres à... pour France 3 en 2023. Entre-temps, il est notamment apparu dans la série Fais pas ci, fais pas ça et joue le personne de Gabriel, un « ange stagiaire », dans un épisode de Joséphine, ange gardien aux côtés de Mimie Mathy en 2017.

## Filmographie

### Cinéma
- 2011 : La source des femmes de Radu Mihaileanu : Slim
- 2012 : Marseille la nuit, moyen-métrage de Marie Monge
- 2012 : Kirikou et les Hommes et les Femmes, film d'animation de Michel Ocelot : le grand garçon (voix)
- 2013 : Fonzy d'Isabelle Doval : Diego (20 ans)
- 2013 : The Whole Picture, court-métrage
- 2014 : Les yeux jaunes des crocodiles de Cécile Telerman : Gabor Minar jeune
- 2014 : Errance, court-métrage de Peter Dourountzis
- 2015 : Jamais de la vie de Pierre Jolivet : un jeune dans une rue de Paris
- 2015 : Tout, tout de suite de Richard Berry
- 2015 : Nous trois ou rien de Kheiron : le type à côté d'Aziz
- 2017 : Je suis une biche, court-métrage de Noémie Merlant
- 2018 : Abdel et la Comtesse d'Isabelle Doval : Brian

### Télévision
- 2012 : Le Jour où tout a basculé à l'audience - épisode Héritage controversé : Nicolas Desroy
- 2016 - 2020 : Alice Nevers - Saisons 14 à 18 : lieutenant Djibril Kadiri (44 épisodes)
- 2017 : Fais pas ci, fais pas ça - saison 9, épisode 6 Nous vieillirons ensemble : Cédric
- 2017 : Joséphine, ange gardien - saison 18, épisode 2 Le Mystère des pierres qui chantent : Gabriel
- 2019 : Itinéraire d'une maman braqueuse d'Alexandre Castagnetti : le vendeur de meubles
- 2020 : Section de recherches - 2 épisodes : Par amour (crossover avec Alice Nevers) : Djibril Kadiri
- 2022 : Détox  - saison 1, épisode 2 My Ex Plus One : organisateur du concours de lapins
- 2022 : Meurtres dans les gorges du Verdon de Stephan Kopecky : Elie Zakine

### Web
- 2015 : WEI or DIE, court-métrage interactif de Simon Bouisson : Félix